# Sam Ranelli
Sam Carmello Ranelli (21 februari 1920 - Birmingham (Alabama), 30 december 1999) was een Amerikaanse jazz-drummer, die bij verschillende bekende bigbands speelde en ook een eigen bigband leidde. Later was hij actief in de levensmiddelenbranche en midden jaren tachtig was hij de eigenaar van zeven Italiaanse deli's.
In 1982 werd Ranelli opgenomen in de Alabama Jazz Hall of Fame. 
Ranelli was vader van zes kinderen, waaronder de dixieland-drummer Sam Ranelli, Jr..